# Kristaps Valters
Kristaps Valters (Riga, Letònia, 18 de setembre de 1981) és un exjugador bàsquet i actual entrenador letó. Jugava de base. Kristaps és fill de Valdis Valters, un dels millors jugadors que tenia l'equip de l'URSS a principis dels anys 80.

## Carrera esportiva
Es va formar com a jugador en les categories inferiors del ASK Broceni Riga i va debutar molt jove a la lliga letona. Després de jugar en diversos equips letons i europeus, va arribar a l'ACB el 2008, fitxant per l'Alta Gestión Fuenlabrada. La temporada següent va fitxar pel Joventut de Badalona. Després d'una temporada a la Penya, va retornar al Baloncesto Fuenlabrada durant un any. A continuació, va fitxar per l'Unicaja Málaga el 2011, equip que li permetia de jugar l'Eurolliga.